# Labulla
Labulla Simon, 1884 è un genere di ragni appartenente alla famiglia Linyphiidae.

## Distribuzione
Le quattro specie oggi note di questo genere sono state rinvenute in Europa e in Asia: la specie dall'areale più vasto è la L. thoracica, i cui esemplari sono stati reperiti in varie località dell'Europa e della Russia.

## Tassonomia
L'elevato numero di specie trasferite da questo genere, in rapporto a quelle valide, è dovuto ad un lavoro degli aracnologi Chamberlin & Ivie del 1943, che ravvisarono in questi esemplari caratteristiche tali da meritare dignità di generi a sé (Pimoa Chamberlin & Ivie, 1943 e Weintrauboa Hormiga, 2003, principalmente).
A giugno 2012, si compone di quattro specie:
- Labulla flahaulti Simon, 1914 — Francia, Spagna
- Labulla machadoi Hormiga & Scharff, 2005 — Portogallo
- Labulla nepula Tikader, 1970 — India
- Labulla thoracica (Wider, 1834)[3] — Europa, Russia

### Specie trasferite
- Labulla altioculata Keyserling, 1886; trasferita al genere Pimoa Chamberlin & Ivie, 1943, appartenente alla famiglia Pimoidae Wunderlich, 1986[1].
- Labulla contortipes (Karsch, 1881); trasferita al genere Weintrauboa Hormiga, 2003, appartenente alla famiglia Pimoidae Wunderlich, 1986.
- Labulla contortipes chikunii Oi, 1979; trasferita al genere Weintrauboa Hormiga, 2003, appartenente alla famiglia Pimoidae Wunderlich, 1986.
- Labulla graphica Simon, 1900; trasferita al genere Orsonwelles Hormiga, 2002.
- Labulla grisea Schenkel, 1936; trasferita al genere Stemonyphantes Menge, 1866.
- Labulla hespera Gertsch & Ivie, 1936; trasferita al genere Pimoa Chamberlin & Ivie, 1943, appartenente alla famiglia Pimoidae Wunderlich, 1986.
- Labulla impudica Denis, 1945; trasferita al genere Pecado Hormiga & Scharff, 2005.
- Labulla insularis (Saito, 1935); trasferita al genere Weintrauboa Hormiga, 2003, appartenente alla famiglia Pimoidae Wunderlich, 1986.
- Labulla jellisoni Gertsch & Ivie, 1936; trasferita al genere Pimoa Chamberlin & Ivie, 1943, appartenente alla famiglia Pimoidae Wunderlich, 1986.
- Labulla rupicola Simon, 1884; trasferita al genere Pimoa Chamberlin & Ivie, 1943, appartenente alla famiglia Pimoidae Wunderlich, 1986.
- Labulla torosa Simon, 1900; trasferita al genere Orsonwelles Hormiga, 2002.
- Labulla utahana Gertsch & Ivie, 1936; trasferita al genere Pimoa Chamberlin & Ivie, 1943, appartenente alla famiglia Pimoidae Wunderlich, 1986.